# Зоря (Новгород-Сіверський район, Бучківська сільська рада)
Зоря́ —  колишнє село в Україні, у Новгород-Сіверському районі Чернігівської області. Органом місцевого самоврядування була Бучківська сільська рада.
Виникло у 1-й третині 20 ст. 1988 року населення становило 40 осіб.
18 червня 2013 року тринадцята сесія Чернігівської обласної ради затвердила рішення про зняття з обліку села.. Рішення набуло чинності 9 серпня 2013.